# Patrick Lefoulon
Patrick Lefoulon, né le 6 mai 1958 à Mantes-la-Jolie, est un kayakiste français. 

## Biographie
Aux épreuves de canoë-kayak des Jeux olympiques d'été de 1980 à Moscou, Patrick Lefoulon est éliminé en demi-finale de l'épreuve de kayak monoplace 500 m et termine sixième de l'épreuve de kayak à quatre 1 000 m.
Il est champion du monde en kayak biplace 10 000 m avec Bernard Brégeon en 1982.
Aux Jeux olympiques d'été de 1984 à Los Angeles, il est vice-champion olympique en kayak biplace 1 000 m avec Bernard Brégeon.